# وينستون هيل (لاعب كرة قدم أمريكية)
وينستون هيل (بالإنجليزية: Winston Hill) هو لاعب كرة قدم أمريكية أمريكي، ولد في 23 أكتوبر 1941 في جواكين في الولايات المتحدة، وتوفي في 26 أبريل 2016 في دنفر في الولايات المتحدة.

## وصلات خارجية
- ونستون هيل على موقع مرجع كرة القدم المحترفة.كوم (الإنجليزية)